# Васильев, Герман Константинович
Герман Константинович Васильев (10 декабря 1936, Курск — 4 марта 2025, Черноголовка, Московская область) — советский и российский физикохимик, лауреат Ленинской премии (1984).

## Биография
Родился 10 декабря 1936 года в Курске в семье служащих. В 1940 году с родителями переехал в Ригу.
Окончил МФТИ (1954—1960) и его аспирантуру (1963).
С 1963 года работал в Институте химической физики АН СССР (РАН) (филиал в Черноголовке): младший научный сотрудник отдела свободных радикалов, старший научный сотрудник, с 1977 года зав. лабораторией лазерной аналитической спектроскопии, с 2013 — главный научный сотрудник лаборатории химических лазеров.
В 1969 году защитил кандидатскую диссертацию на тему «Исследование радиационной устойчивости ароматических и сопряженных соединений и механизма низкотемпературной стабилизации радикалов в органических матрицах».
Доктор физико-математических наук (1982), профессор.
Скончался 4 марта 2025 года в возрасте 88 лет.

## Из библиографии
- Количественное исследование энергетического разветвления в реакции F₂+H₂(D₂). — Черноголовка, 1978. — 10 с. — (АН СССР. Отделение Института химической физики. Препринт).

## Награды и премии
- Ленинская премия 1984 года — за цикл работ «Фундаментальные исследования химических лазеров на цепных реакциях» (1963—1978).